# Список керівників держав 305 року
Список керівників держав 305 року — це перелік правителів країн світу 305 року.
Список керівників держав 304 року — 305 рік — Список керівників держав 306 року — Список керівників держав за роками

## Європа
- Боспорська держава — цар Фофорс (285/286-308/309)
- Ірландія — верховний король Фіаха Срайбтіне (285-322)
- Римська імперія
  - Схід — імператор Діоклетіан (284-305); Август; Галерій (305-310); Август; Галерій (293-305; Цезар); Максимін II Даза; Цезар (305-309)
  - Захід Максиміан (286-305; Август); Констанцій I Хлор (293-305; Цезар); Констанцій I Хлор (305-306); Август; Север II (305-307); Цезар
- Думнонія — Карадок (290-305); Донольт (305-340)
- Святий Престол — папа римський Марцелін (296-304); до 308 невідомо
- Візантійський єпископ Проб (293-306)

## Азія
- Афригіди — Африг (305—?)
- Близький Схід
- Гассаніди — Аль-Харіт I ібн Талабах (287-307)
- Диньяваді (династія Сур'я) — раджа Тюрія Рупа (298-313)
- Іберійське царство — цар Міріан III (284-361)
- Велика Вірменія — Тиридат III (287/298-330)
- Індія
  - Царство Вакатаків — імператор Праварасена I (270-330)
  - Імперія Гуптів — магараджа Гхатоткача (280-319)
  - Західні Кшатрапи — махакшатрап Рудрасімха II (304-348)
  - Кушанська імперія — ?
  - Держава Чера — цар Іламкадунго (287-317)
- Китай
  - Династія Цзінь — Сима Чжун (290-307)
  - Династія Чен — Лі Сюн (304-334)
  - Династія Рання Чжао — Лю Юань (304-310)
- Корея
  - Кая (племінний союз) — ван Коджіль (291-346)
  - Когурьо — тхеван (король) Мічхон (300-331)
  - Пекче — король Пірю (304-344)
  - Сілла — ісагим (король) Кірім (298-310)
- Паган — король Ін Мін Пайк (299-324)
- Персія
  - Держава Сасанідів — шахіншах Ормізд II (302-309)
- Сипау (Онг Паун) — Со Вай Па (257-309)
- Ліньї — Фам Дат (284—336)
- плем'я табгачів — вождь Тоба Лугуань (294-307)
- Хим'яр — Ясір Йухан'ім II (300-310)
- Японія — імператор Одзін (270-310)

## Африка
- Царство Куш — цар Ієбехеамані (286-306)
  - Африка — Гай Анній Ануллін (302-305); Гай Цейоній Руфій Волузіан (305-306)
  - Єгипет — Клодій Кульціан (303-306)